# Rhodes (piano)

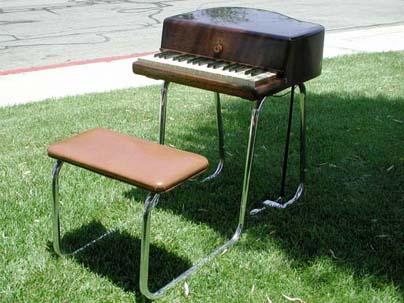
Pre-piano, voorloper uit 1946

Een Rhodes (ook: Fender Rhodes) is een elektromechanisch toetsinstrument, dat in de jaren veertig is ontworpen door de Amerikaan Harold Rhodes. Het instrument wordt op dezelfde manier bespeeld als een piano en is technisch gezien een elektrisch versterkte dulcitone. Iedere toets slaat een soort stemvork aan. Omdat het geluid dat deze vorken voortbrengen slechts zwak is, worden de trillingen via een pick-up opgevangen en vervolgens versterkt.
In 1959 ging het bedrijf van Rhodes een joint venture aan met Fender, en vervolgens werd het instrument door Fender geproduceerd. Het is daarom vooral bekend geworden als Fender Rhodes.
Het eerste model dat door Fender-Rhodes werd uitgebracht was de Fender Rhodes Piano Bass, een 32-toons instrument met het bereik van een basgitaar. Het is onder meer te horen op opnamen van The Doors. Daarna volgde de Fender Rhodes Celeste in twee uitvoeringen, met een bereik van drie of vier octaven. In 1965 werd Fender overgenomen door CBS, en nu werd de Fender Rhodes Electric Piano uitgebracht. De meest gangbare uitvoering hiervan was een versie met 73 toetsen en ingebouwde 50 watt versterker. Nog diverse modellen zouden volgen.
In 1984 werd de Rhodes Mark V uitgebracht. De Rhodes piano's waren inmiddels echter ingehaald door de steeds veelzijdigere synthesizers, en nog datzelfde jaar werd de productie gestaakt.
Veel instrumenten werden in de loop der jaren door slijtage moeilijker bespeelbaar en goed werkende Fender Rhodes werden zeldzamer. Daar kwam nog bij dat het onderhoud steeds duurder werd. De Rhodes bleef echter een geliefd instrument en de prijzen voor de instrumenten begonnen te stijgen. In de jaren 90 werden de naam en productie overgenomen door het Japanse bedrijf Roland. Zij produceerden een aantal elektronische versies en een aantal synthesizermodellen onder de naam Rhodes. Na een aantal jaren werd deze productie gestaakt. In 2007 besloot Fender het instrument weer in productie te nemen.
Een bekende Nederlandse Rhodes-speler uit de jaren zeventig was Rob Franken.

## Varianten
- 54-toetsen
- Piano 61
- 73-toetsen stage model
- 73-toetsen koffermodel
- 88-toetsen stage model
- 88-toetsen koffermodel
- Mark O
- Mark I
- Mark II
- Rhodes Mark III EK-10
- Mark V